# Dècada del 140

## Esdeveniments
- Construcció d'una nova muralla a Britànnia per protegir els assentaments romans
- Triomf de l'escepticisme a Roma

## Personatges destacats
- Antoní Pius, emperador romà (138-161)
- Pius I, papa (140-155)